# 清水爽香
清水 爽香（しみず さやか、1997年10月15日 - ）は、日本の子役、女優。
かつてはスマイルモンキーに所属していた。身長157センチメートル。

## 経歴・人物
- 趣味は、ダンス・テニス・変顔・手芸など。
- 2005年のミュージカル「天使のランプ」で季節の風役としてデビュー。後に、CM、テレビ出演にも活躍中。また、スチール出演のモデルもしている。

## 出演

### バラエティ
- 踊る!さんま御殿!!（2008年 - 2010年、日本テレビ）
- ピラメキーノ 男女子役恋物語シリーズ・シーズン10（2009年、テレビ東京）
- 中居正広の金曜日のスマたちへ「杉山愛編」（2009年、TBS） - スクール生 役

### ドラマ
- やまない雨はない（2010年、テレビ朝日）

### 舞台
- 天使のランプ（2005年） - 季節の風 役

### CM
- info宝くじ（2007年）

### 映画
- あの空をおぼえてる（2008年4月26日）
- 真鳳堂の魔女（2009年）主演

### スチール
- トステム、リシェント（2010年）

### PV
- sun's market+marcato「桃ちゃんのランドセル」（2009年）